# Neocorynura cribrita
Neocorynura cribrita is een vliesvleugelig insect uit de familie Halictidae. De wetenschappelijke naam van de soort is voor het eerst geldig gepubliceerd in 2005 door Smith-Pardo.